# Tercera Orden Carmelita
La Tercera Orden de la Virgen del Carmelo o de los Carmelitas Laicos es la rama seglar u orden tercera de la Orden del Carmelo, cuyos miembros son hombres y mujeres laicos que, fascinados por el estilo de vida evangélico de los carmelitas calzados, quieren imitarlos y hacer realidad esta vida en su cotidianidad. Los miembros de la orden son seglares, no emiten votos religiosos ni viven en comunidad. Posponen a su nombre las siglas T.O.C.

## Historia
El origen de las comunidades carmelitas laicas es más antiguo: ya en el siglo XIII, poco después de la fundación de la Orden del Carmelo, los laicos se sintieron atraídos por el estilo de vida que llevaban. Cuando, en 1265, llegaron a Toulouse los primeros carmelitas procedentes de Palestina, Juana de Toulouse se dirigió al prior Simón Stock para pedirle de ingresar a la orden de alguna manera, viviendo con el mismo carisma y la misma regla. Esta mujer vivió como laica, fuera de cualquier convento, en una ermita cercana al de los carmelitas, recluida y viviendo siguiendo la regla de la Orden del Carmelo y habiendo hecho votos simples. Hacia el 1273 existe la constancia de la existencia de una Cofradía de la Virgen del Carmelo en Toulouse y de una Compañía de Santa Maria del Carmen en Bolonia en 1280, aunque no se sabe con certeza qué tipo de entidad eran, ya que se han perdido los documentos. 
Algo más tarde, algunos gremios tenían sede en iglesias carmelitas y sus miembros actuaban como curas. Los benefactores de la orden recibían cartas de fraternidad que les daban derecho a tener algunos de los privilegios de los frailes. Comunidades de mujeres, llamadas bizzoche y Mantellate, vestían el hábito y observaban, en su casa, la regla carmelita, o hacían vida eremítica en ermitas cercanas a iglesias carmelitas, sin vivir en comunidad con nadie. Es el caso del beato Luigi Morbioli de Bolonia (m. 1495). 
La institución formal y canónica de la orden tercera, sin embargo, no se hizo hasta el siglo XV, cuando la comunidad de beguinas de Ten Elsen (Güeldres) pidió la afiliación a la Orden del Carmelo a su prior general, el beato Juan Soreth, que obtuvo una bula de 7 de octubre de 1452 que daba a los superiores carmelitas las facultades sobre conventos y comunidades de "vírgenes, viudas, beguinas y mantellatae", como ya las tenían los agustinianos o los dominicos. Además, en el desarrollo de la tercera orden participó Nuno Álvares Pereira. La orden fue formalmente establecida en 1476 por la bula Madre magnum privilegiorum del papa Sixto IV. 

## Regla
La regla seguida por los terciarios, tanto los que viven en el mundo o los que viven en comunidades con votos simples, era en origen la misma de los carmelitas, con modificaciones. Theodor Stratius, general carmelita, redactó en 1635 una nueva regla, revisada en 1678, que todavía utilizan los terciarios de las ramas calzada y descalza. Prescribe que se recite el oficio divino, o el Oficio Pequeño de la Virgen o, en su lugar, el Padrenuestro y el Ave María, que se repiten 35 veces al día, cinco veces en cada una de las horas canónicas. También prescribe media hora de meditación cada mañana y cada tarde, el ayuno los viernes y, entre el 14 de septiembre y la Pascua, también los miércoles y sábados; la abstinencia durante el Adviento y la Cuaresma, y varias formas de penitencia, devoción y caridad.

## Miembros
Como en las otras órdenes mendicantes, los terciarios carmelitas pueden ser: 

### Laicos y seglares
Como en todas las órdenes terciarias, son laicos y seglares (presbíteros, por ejemplo) que, sin vivir en comunidad ni hacer votos públicos, quieren vivir su existencia en la espiritualidad de la Orden del Carmelo, adoptando la regla a la vida cotidiana: plegaria, ayunos, reuniones, etc., y viviendo bajo la guía espiritual de los frailes carmelitas. Voluntariamente, pueden hacerse votos privados de castidad y obediencia. Hay varias agrupaciones de laicos terciarios, comunidades o cofradías, muy numerosos en todo el mundo. Algunos de estos grupos son los movimientos: Familia Doméstica, La Familia, en Italia, el Movimiento Carmelita (Países Bajos), Familia Misionera Internacional Donum Dei, la Cofradía del Escapulario de Carmen, etc.

### Congregaciones de hermanas o hermanos
Las congregaciones de la Tercera Orden del Carmelo se formaron a partir de comunidades de laicos del tercer orden que, sin querer hacer votos solemnes, querían vivir también en comunidad en el espíritu carmelita, observando la regla pero sin el rigor de los frailes y, en el caso de las mujeres, sin el requerimiento de la clausura, lo que les permitía realizar tareas de apostolado, educación o asistencia. Desde el siglo XVI se formaron comunidades, sobre todo femeninas de terciarias como las Terciarias de Santa María de la Esperanza (Venecia), al final del siglo XVI, o las Terciarias de San Martino (Bolonia, 1654). 
A partir del siglo XIX se forman muchas congregaciones religiosas de hermanas, que hacen votos simples y viven en comunidades, dedicadas a tareas diversas de asistencia y enseñanza, como las Carmelitas del Espíritu Santo o las Carmelitas del Sagrado Corazón .

## Difusión
Es prácticamente imposible saber el número de terciarios que viven en el mundo, sin vínculo con una comunidad. Aparte de estos, hay congregaciones y comunidades en todo el mundo, dedicadas a tareas de asistencia y apostolado. En particular, destaca un número importante de congregaciones religiosas femeninas dedicadas a la enseñanza, la asistencia sanitaria y el cuidado de necesidades.  

## Santos, Beatos, Venerables y Siervos de Dios

### Santos
San Jorge Preca. Sacerdote maltés.

### Beatos
- Beato Isidoro Bakanja, cófrade del Escapulario de Nuestra Señora del Carmen, mártir.

### Venerables
- Venerable Arzobispo Fulton John Sheen, TOC.  Arzobispo y presentador de televisión.